# Estação Rogers Avenue
Rogers Avenue é uma estação metroviária da linha única do Metrô de Baltimore (linha verde). 
A estação foi inaugurada em 1983. A sua plataforma é central, em forma de ilha, com duas linhas passando pela laterais.

## Ligação externa
- The MTA's Metro Subway page

 Rogers Avenue (Metro Subway)